# Enceinte de Gravelines
L'enceinte de Gravelines est un ancien ensemble de fortifications qui protégeait la ville de Gravelines, dans le département français du Nord.

## Historique
L'enceinte bastionnée est construite en 1556 à la demande de Charles Quint.